# Венден (Аризона)
Венден (англ. Wenden) — переписна місцевість (CDP) в США, в окрузі Ла-Пас штату Аризона. Населення — 458 осіб (2020).

## Географія
Венден розташований за координатами 33°49′57″ пн. ш. 113°32′36″ зх. д. / 33.83250° пн. ш. 113.54333° зх. д. (33.832437, -113.543231).  За даними Бюро перепису населення США в 2010 році переписна місцевість мала площу 38,72 км², уся площа — суходіл.

## Демографія
Згідно з переписом 2010 року, у переписній місцевості мешкало 728 осіб у 281 домогосподарстві у складі 182 родин. Густота населення становила 19 осіб/км².  Було 416 помешкань (11/км²).
Расовий склад населення:
| - 65,5 % — білих - 3,7 % — корінних американців - 1,4 % — чорних або афроамериканців - 0,4 % — азіатів - 26,8 % — осіб інших рас |

До двох чи більше рас належало 2,2 %. Частка іспаномовних становила 55,2 % від усіх жителів.
За віковим діапазоном населення розподілялося таким чином: 28,7 % — особи молодші 18 років, 55,2 % — особи у віці 18—64 років, 16,1 % — особи у віці 65 років та старші. Медіана віку мешканця становила 37,9 року. На 100 осіб жіночої статі у переписній місцевості припадало 119,9 чоловіків;  на 100 жінок у віці від 18 років та старших — 117,2 чоловіків також старших 18 років.
Середній дохід на одне домашнє господарство  становив 37 662 долари США (медіана — 28 000), а середній дохід на одну сім'ю — 42 893 долари (медіана — 38 583). За межею бідності перебувало 30,9 % осіб, у тому числі 55,7 % дітей у віці до 18 років та 26,7 % осіб у віці 65 років та старших.
Цивільне працевлаштоване населення становило 226 осіб. Основні галузі зайнятості: освіта, охорона здоров'я та соціальна допомога — 15,9 %, науковці, спеціалісти, менеджери — 15,5 %, роздрібна торгівля — 13,7 %, оптова торгівля — 13,3 %.